# 백영고등학교
백영고등학교(白榮高等學校)는 대한민국 경기도 안양시 동안구 평촌동에 위치한 사립 고등학교이다.

## 학교 연혁
- 1993년 4월 26일 : 학교법인 발기인 회의
- 1993년 10월 5일 : 학교법인 백신학원 설립 인가
- 1993년 12월 13일 : 초대 이영순 이사장 취임
- 1994년 4월 1일 : 교사건축 기공식(개교기념일)
- 1995년 1월 14일 : 백영고등학교 설립 인가(남녀공학 12학급, 총 36학급)
- 1995년 1월 31일 : 교사건축 준공
- 1995년 3월 2일 : 백영고등학교 개교식 및 제1회 입학식 (남녀 12학급 636명)
- 1998년 2월 10일 : 제1회 졸업식(남 312명, 여 295명 계 607명)
- 2013년 12월 17일 : 제2대 백성신 이사장 취임
- 2023년 3월 1일 : 제9대 조석제 교장 취임
- 2024년 1월 5일 : 제27회 졸업 (남 151명, 여 138명 계 289명, 누계 13,369명)
- 2024년 3월 4일 : 제30회 입학식 (남 173명, 여 148명 계 321명)

## 갤러리

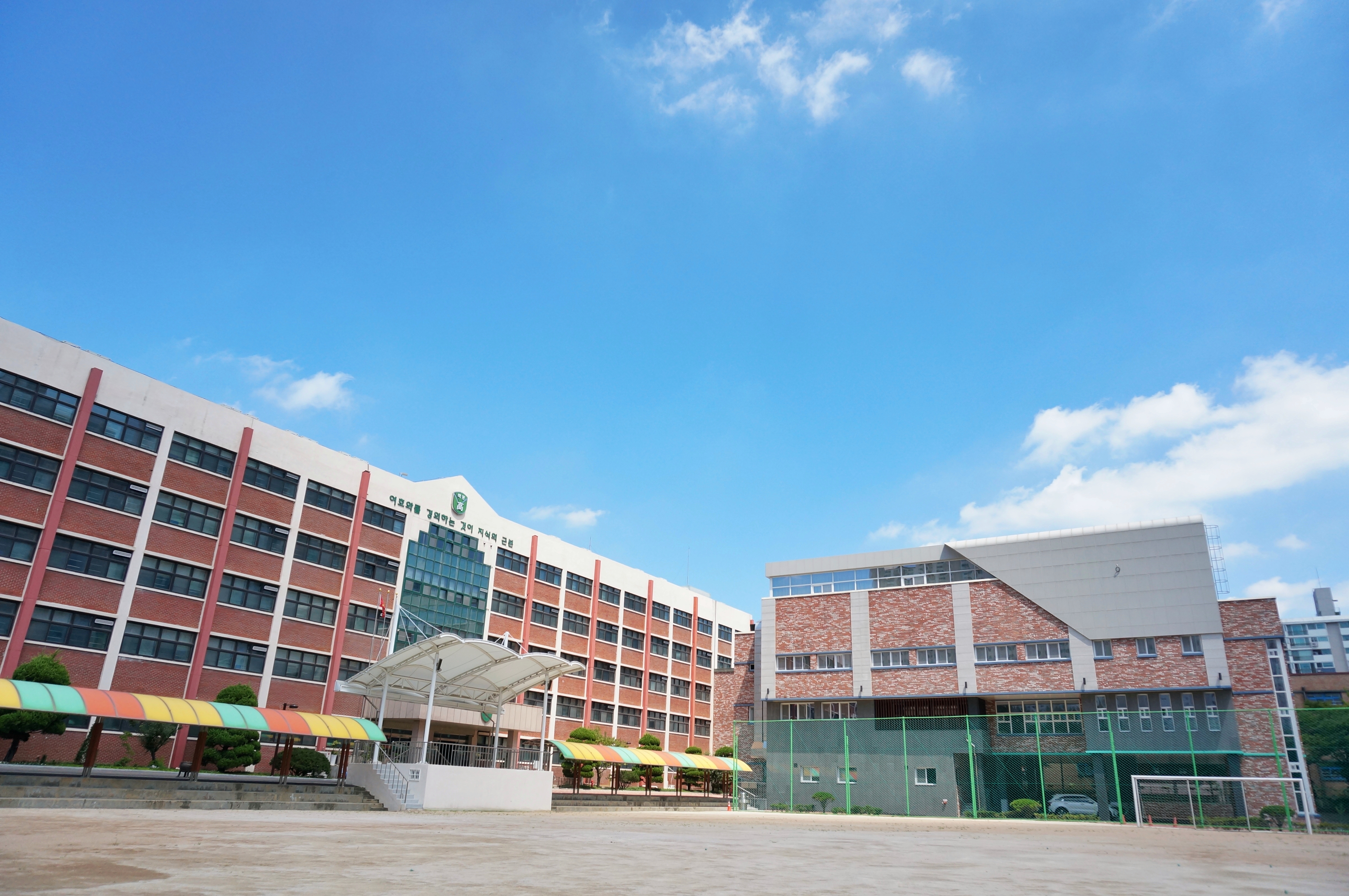
학교 전경
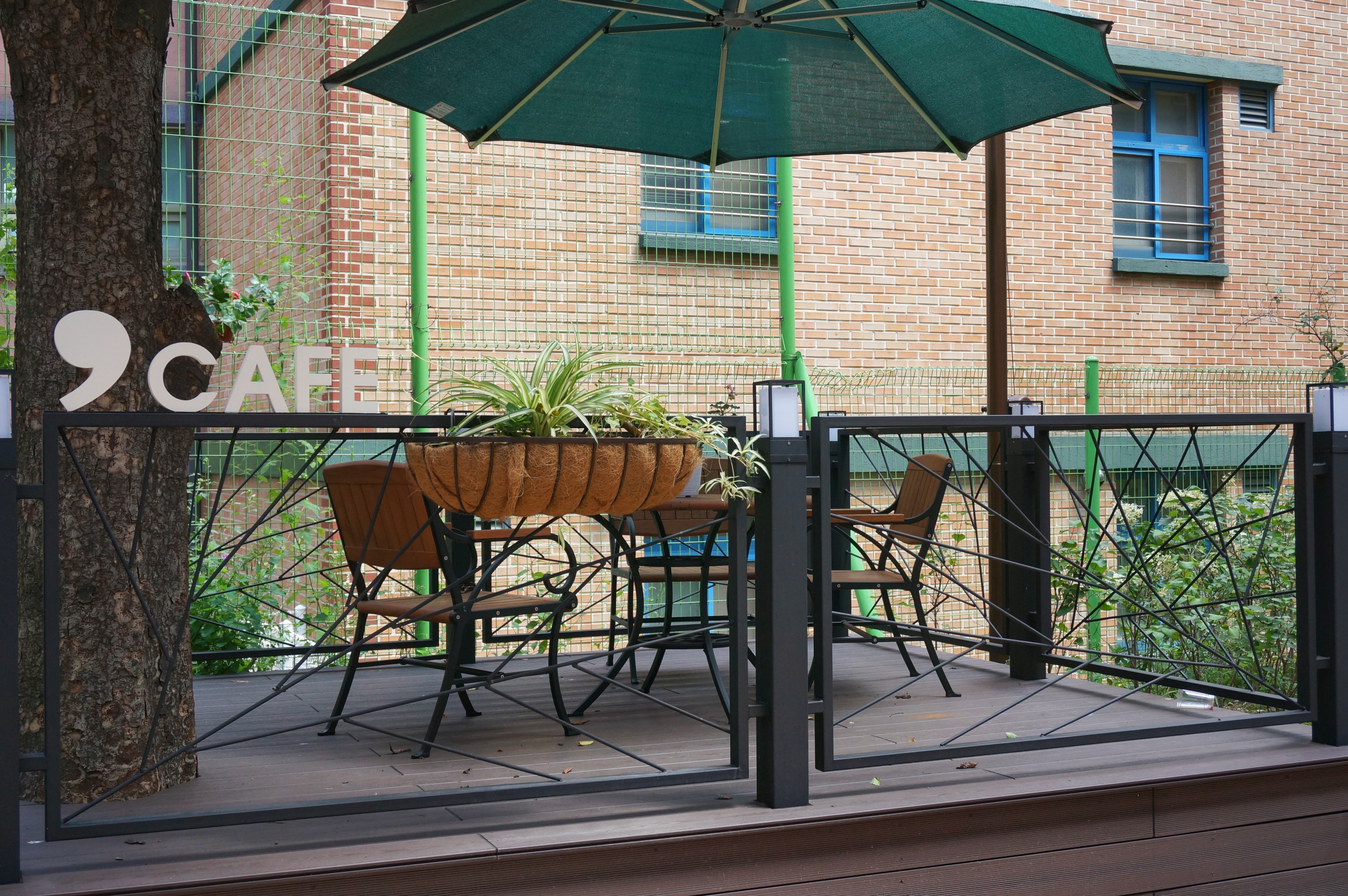
카페, 쉼표
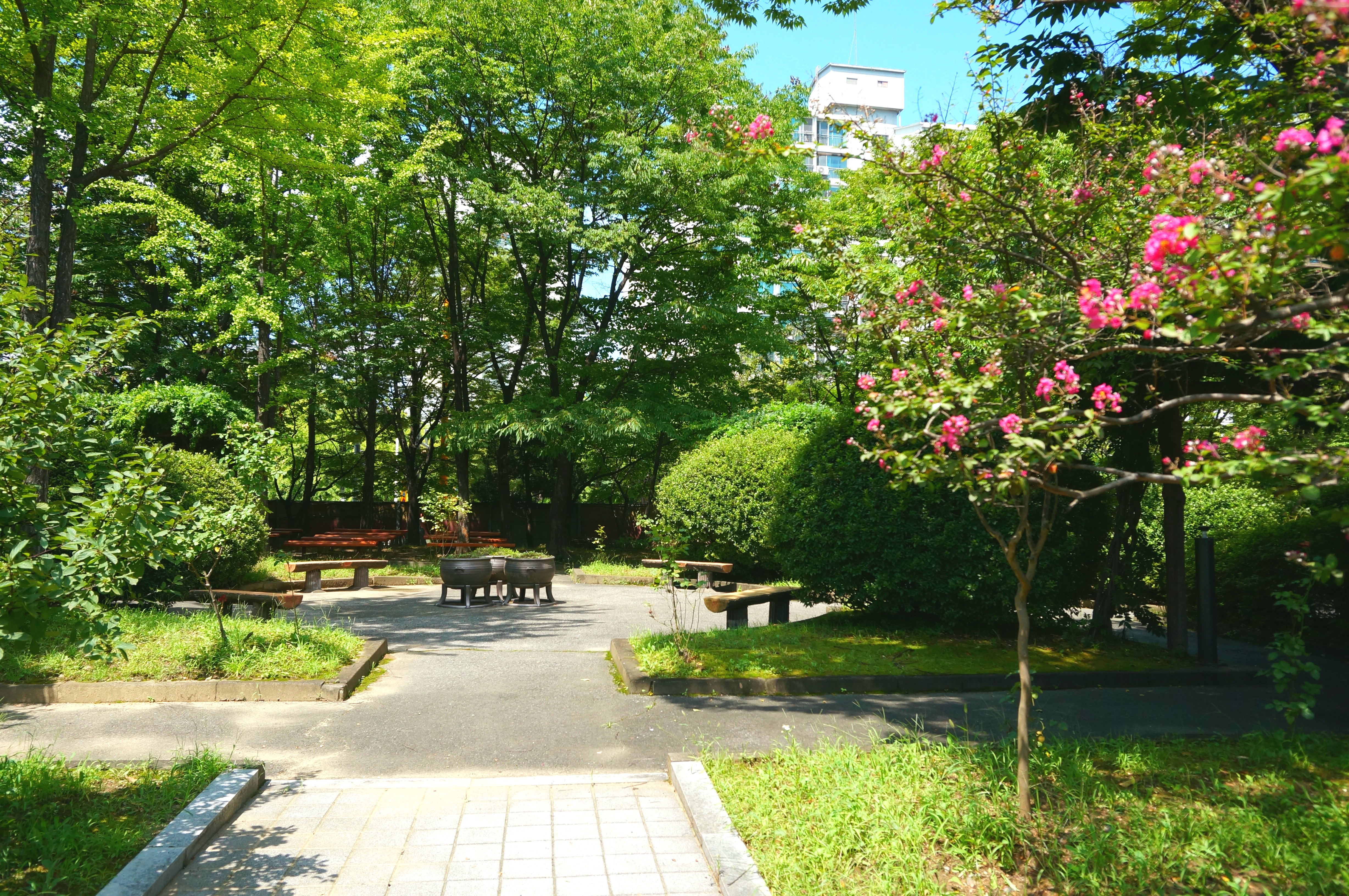
장미 공원
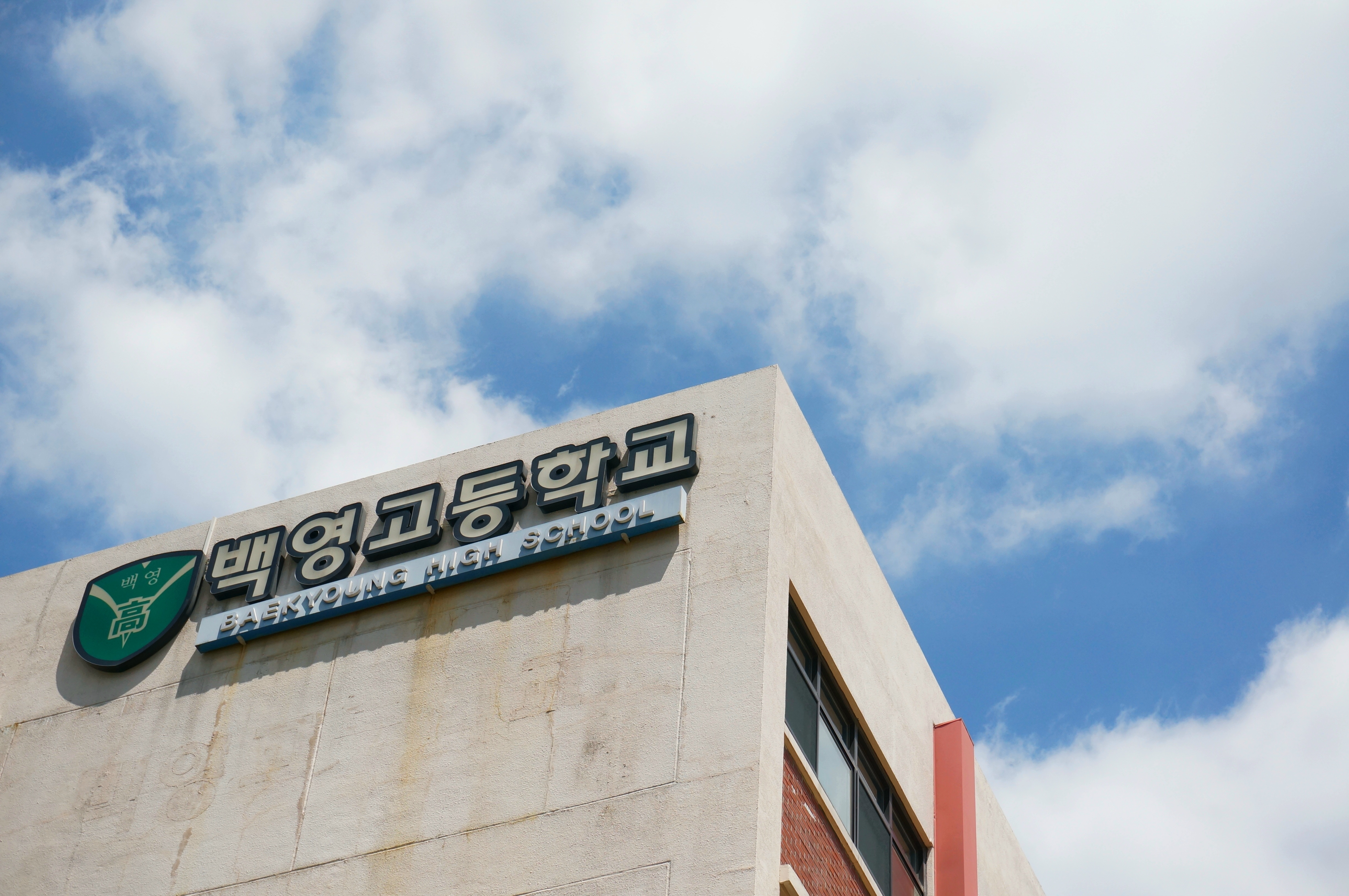
본관 휘장

## 참고 자료
- 백영고등학교 - 한국교육학술정보원 학교알리미